# مسييه 77
م77 أو مسييه 77 (بالإنجليزية:  Messier 77 أو NGC 1068)‏ هي مجرة حلزونية تبعد نحو 47 مليون سنة ضوئية عن مجرتنا في كوكبة قيطس. وتحوي مجرة مسييه 77 نواة مركزية نشطة يخفيها الغبار الكوني في مجال الضوء المرئي. ويتكون الغبار من جزيئات وبلازما ساخنة.

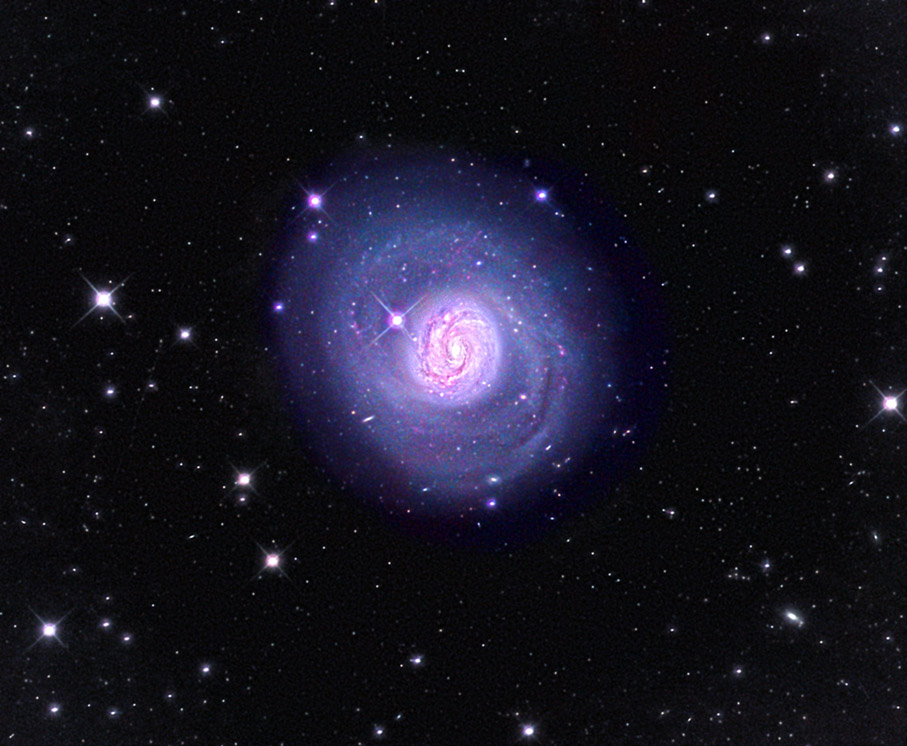
مسييه 77

ونظراً لأن الغبار الكوني معتم بالنسبة للضوء المرئي ويمتصه، إلا أن الأشعة تحت الحمراء ذات الموجات الطويلة نسبيا تعتبر شفافة لها. وقد عُرفت تفاصيل النواة المخفية عن طريق قياس الأشعة تحت الحمراء والأشعة الراديوية بالمرصد تلسكوب بالغ الكبر VLT. ويوجد ثقب أسود فائق الضخامة سريع النمو في هذه المجرة. وتندفع رياح قوية من مركز هذه المجرة بسرعة ملايين الكيلومترات في الساعة، وهذه الرياح تُشكل دوامة حول الثقب الأسود ذي الكتلة الهائلة الذي يقع في المجرة.

## خصائص المجرة مسييه 77
- البعد عن مجرتنا : 47 مليون سنة ضوئية.
- السرعة الخارجية: 1137 كيلومتر/الثانية.
- درجة اللمعان: 9.6 قدر ظاهري.
- الحجم الظاهري: 7.1 دقيقة قوسية في 6 دقيقة قوسية.
- يتبع كوكبة قيطس.
- ويبلغ قطر المجرة مسييه 77 نحو 170.000 سنة ضوئية، أي أكبر من مجرتنا التي يبلغ قطرها 110.000 سنة ضوئية.

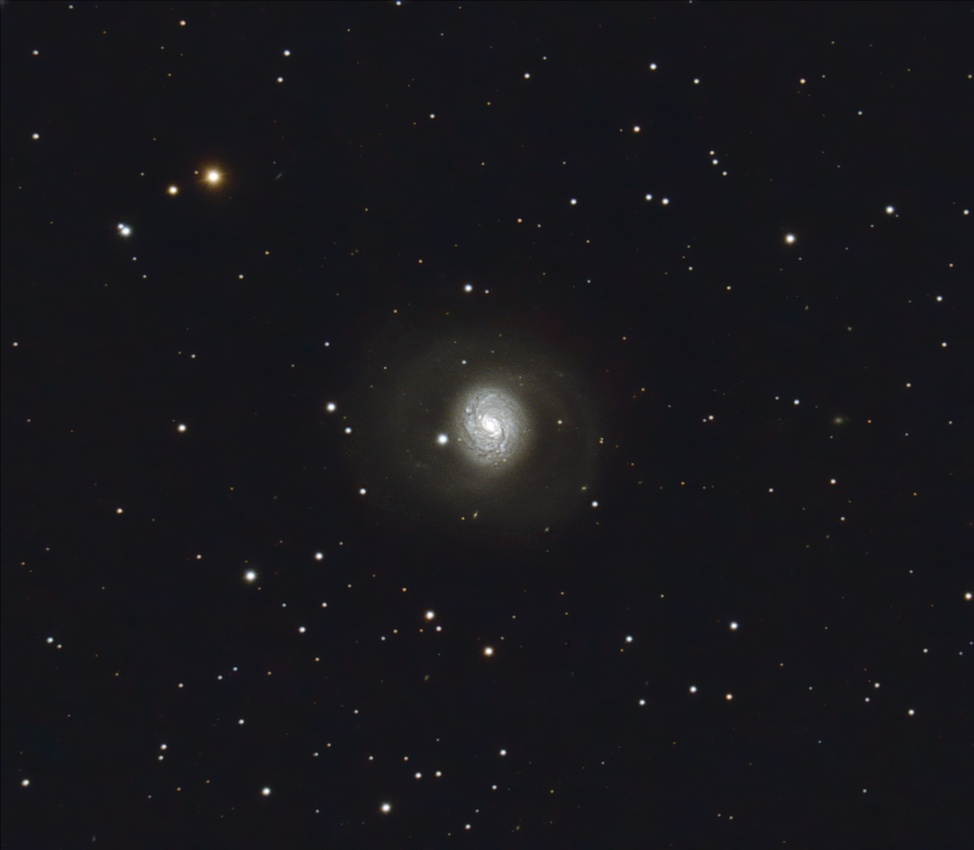
مجرة مسييه 77، لقطة بتلسكوب أحد الهواة.

## اقرأ أيضا
- انفجار أشعة غاما 080319ب
- انفجار أشعة غاما 090423
- مجرة حلزونية
- مجرة إهليجية
- مجرة
- عملاق أحمر
- نجم
- قزم أبيض
- الانفجار العظيم
- خط زمني للانفجار العظيم
- نجم نيوتروني
- ثقب أسود

## وصلات خارجية
- موقع الكون في الإنترنت
- VLBA image of the month: radio continuum and water masers of NGC 1068
- Press release about VLTI observations of NGC 1068
- Spiral Galaxy M77 @ SEDS Messier pages